# Stanisław Stefański

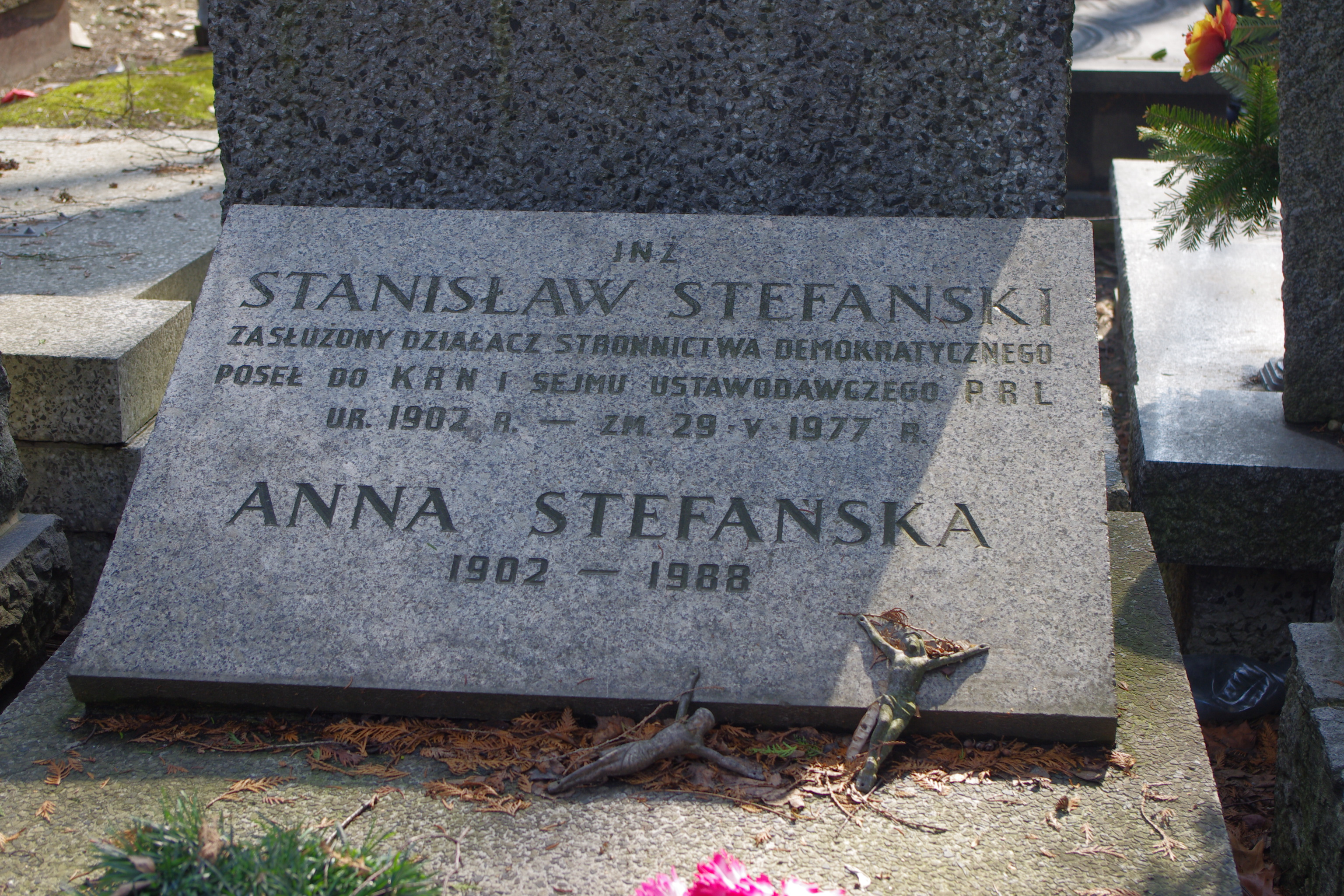
Grób działacza politycznego Stanisława Stefańskiego (1902-1977) na Cmentarzu Wojskowym na Powązkach w Warszawie

Stanisław Stefański (ur. 20 stycznia 1902 w Warszawie, zm. 29 maja 1977 w Gdańsku) – polski inżynier, rzemieślnik i działacz polityczny, poseł do Krajowej Rady Narodowej (1945–1947), na Sejm Ustawodawczy (1947–1952) oraz na Sejm PRL II kadencji (1957–1961).

## Życiorys
Po ukończeniu gimnazjum w Warszawie kontynuował naukę na studiach inżynieryjnych w Republice Weimarskiej. Od 1924 do 1926 zatrudniony w Stoczni Gdańskiej. Po powrocie do Polski w 1927 prowadził własny warsztat radiotechniczny w Warszawie. W okresie II wojny światowej działał w podziemiu: organizował nasłuch radiowy dla prasy podziemnej, kolportował nielegalne wydawnictwa, a także dostarczał broń dla getta warszawskiego. W styczniu 1945 organizował struktury Stronnictwa Demokratycznego w Milanówku, przez pewien okres zasiadał w jego Radzie Narodowej. W kwietniu 1945 ponownie znalazł się w Gdańsku, organizując Zjednoczenie Przemysłu Materiałów Budowlanych. Był szefem Wojewódzkiego Komitetu SD w Gdańsku. Z ramienia SD działał w Wojewódzkiej Radzie Narodowej (wiceprzewodniczący w latach 1946–1950). Reprezentował Stronnictwo w Komisji Porozumiewawczej Partii i Stronnictw Politycznych. Zasiadał w Radzie Naczelnej SD oraz Prezydium jego Centralnego Komitetu. Sprawował funkcję wiceprzewodniczącego Centralnej Komisji Rewizyjnej SD.
W 1945 został posłem do Krajowej Rady Narodowej, dwa lata później znalazł się w Sejmie Ustawodawczym z okręgu Gdańsk. Zasiadał w Komisjach Morskiej i Handlu Zagranicznego oraz Wojskowej. W latach 1950–1958 zatrudniony w aparacie SD. W 1958 objął obowiązki dyrektora przedsiębiorstwa państwowego "DAL" podległego Ministerstwu Handlu Zagranicznego. Był szefem koła SD przy MHZ. Od 1968 przebywał na rencie.
W 1957 na krótko powrócił do pracy parlamentarnej, będąc posłem II kadencji z okręgu Toruń. Zasiadał wówczas w Komisji Przemysłu Lekkiego, Rzemiosła i Spółdzielczości Pracy.
Odznaczony m.in. Krzyżem Komandorskim Orderu Odrodzenia Polski, Medalem Zwycięstwa i Wolności 1945, Złotym i Srebrnym Krzyżem Zasługi, a także Medalem za Odrę, Nysę, Bałtyk. Zasłużony członek SD.
Żonaty z Anną Stefańską. Pochowany na cmentarzu Powązki Wojskowe w Warszawie (kwatera C23-7-6).